# Nvidia GameWorks
Nvidia GameWorks es un grupo de tecnologías de software middleware desarrolladas por Nvidia que ofrecen efectos visuales avanzados para el desarrollo de videojuegos. Comprende las herramientas Visual FX, PhysX y el kit de desarrollo Optix los cuales proporcionan una amplia gama de mejoras pre-optimizadas para procesaddores GPU de Nvidia. GameWorks es parcialmente de código abierto. La solución competidora que AMD desarrolló es GPUOpen, que se anunció como software gratuito y de código abierto bajo la licencia MIT.

## Componentes
Nvidia Gameworks consta de varios componentes principales:
- VisualFX: Para realizar efectos como humo, fuego, agua, profundidad de campo, sombras suaves, HBAO+, TXAA, FaceWorks y HairWorks.
- PhysX: Para física, destrucción y simulación de partículas y fluidos.
- OptiX: Para iluminación de fondo y trazado de rayos.
- Core SDK: Para facilitar desarrollo dirigido a procesadores Nvidia.

## Críticas
GameWorks ha sido criticado por su naturaleza propietaria y cerrada. Muchos catalogan a GameWorks sencillamente como herramienta de ventas de procesadores Nvidia especialmente porque los juegos desarrollados corren mucho más lento en procesadores de otras marcas. Desde 2014 AMD consideró realizar un software de código abierto que compita con GameWorks. Esta iniciativa converge en el software GPUOpen anunciado por AMD en diciembre de 2015.